# Utvika Camping
Utvika Camping er en campingplads i Norge. Den ligger placeret ved Tyrifjorden i Hole kommune, Buskerud fylke. Pladsen er mest kendt for sin rolle i forbindelse med Massakren på Utøya, da de døde og sårede blev bragt hertil.
60°1′43.75″N 10°15′47.53″Ø / 60.0288194°N 10.2632028°Ø
| Turisme | Spire Denne artikel om turisme er en spire som bør udbygges. Du er velkommen til at hjælpe Wikipedia ved at udvide den. |